# Fairey Swordfish
El Fairey Swordfish fou un biplà torpediner desenvolupat per l'empresa britànica Fairey Aviation Company durant la dècada dels anys trenta. L'aparell fou adoptat principalment per la Força Aeronaval de la Royal Navy, a més de la mateixa Força Aèria britànica i d'altres membres de la Commonwealth com ara Canadà o nacions aliades com els Països Baixos. La seua vida activa fou molt llarga i, tot i ésser considerat obsolet a l'inici de la Segona Guerra Mundial, operà fins a la seua fí adaptant-se a rols com ara la lluita antisubmarina o el reconeixement. Afectuosament rebé el nom Stringbag (sac de tela en anglès) per part de les seues tripulacions.
Notablement el Swordfish tingué un gran èxit operatiu participant en sonades operacions de guerra com ara l'afonament del cuirassat Bismarck o l'Atac a Tàrent. De fet es considera responsable de la destrucció de més vaixells de les potències de l'Eix que cap altre avió operat per les forces Aliades durant el conflicte. Especialment es convertí en una greu amenaça per els submarins alemans.

## Disseny

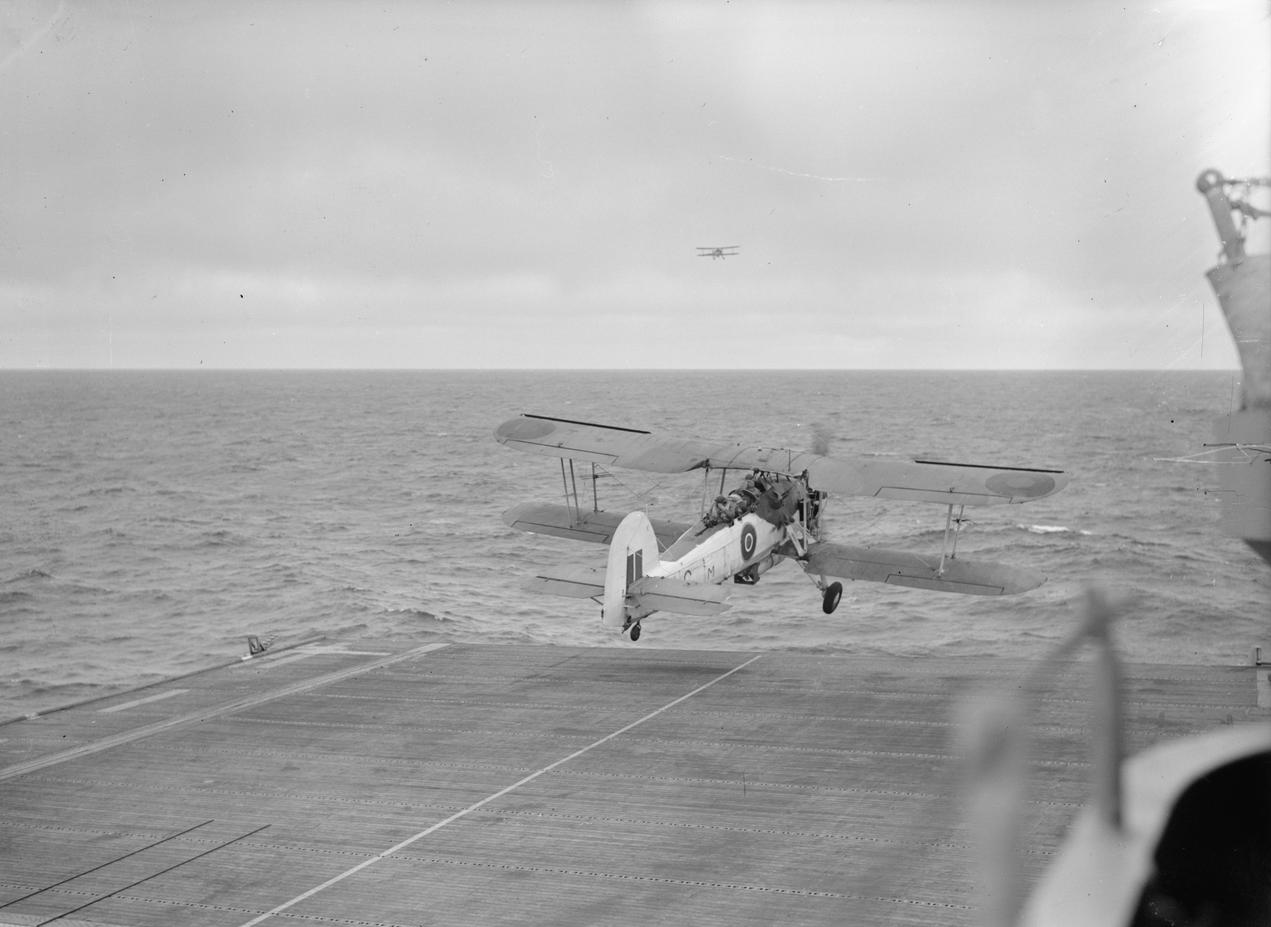
Enlairament d'un Swordfish des de la coberta del HMS Strikerj.

El Swordfish era un biplà naval ideat per dur a terme bombardeig i reconeixement. Així emprava una trama metàl·lica amb coberta tèxtil. Les ales eren plegables a la fi d'estalviar espai i facilitar el seu emmagatzemament a l'interior de portaavions o cuirassats. El tren d'aterratge era fix i de grans dimensions, proporcionant estabilitat i durabilitat durant les maniobres d'enlairament i aterratge. El fuselatge contenia els bastidors de suport a ambos parells d'ales i tren a més d'espai pel dipòsit de combustible i per la tripulació en dos socs consecutius: el primer, davant del motor per pilot i navegador i el següent, amb orientació cap enrere per l'operari de comunicacions, que també era responsable de la metralladora defensiva. El motor era un Bristol Pegasus IIIM.3 radial de 510 kW (690 CV) col·locat sota una coberta tipus NACA i equipat amb una hèlix de tres aspes i pas fix.
L'armament principal del Swordfish era el torpede aeri, però la baixa velocitat de l'aparell, així com la lentitud del seu atac, feren que el seu impacte sota condicions reals de combat fos mediocre. La doctrina britànica eixigia una aproximació a 1.500 m de 5.000 m seguida d'una immersió fins a l'altitud de llançament de torpedes de 5,5 m. L'amplitud màxima del torpede Mark XII inicial va ser de 1.400 m a 40 nusos (74 km/h) i 3.200 m a 27 nusos (50 km/h). El torpede devia recórrer 61 m a continuació de l'alliberament i l'impacte de l'aigua necessitava 300 metres de més per estabilitzar-se a la profunditat i el braç preestablerts. La distància de llançament ideal era de 910 m (1.000 metres) de l'objectiu.
El Swordfish també era capaç de funcionar com a bombarder. Durant el 1939, Swordfish a bord de l'HMS Glorious va participar en una sèrie de proves de bombardeig en immersió, durant les quals es van deixar caure 439 bombes pràctiques a angles d'immersió de 60, 67 i 70 graus contra el vaixell objectiu HMS Centurion. Les proves contra un objectiu estacionari van mostrar un error mitjà de 45 m de l'altura de llançament de 400 m i de 300 m les proves contra un objectiu de maniobra van mostrar un error mitjà de 40 m d'una altura de caiguda de 550 m i un angle d'immersió de 60 graus.
Després que es desenvolupessin avions d'atac amb torpedes més moderns, el Swordfish fou relegat al rol de caça de submarins, armat amb càrregues de profunditat o vuit coets RP-3 de i volant dels transportistes d'escorta més petits, o fins i tot portaavions comerciants (Merchant aircraft carrier o MAC en anglès) quan estan equipats per a l'enlairament assistit per coets (rocket-assisted takeoff o RATO en anglès). La seva baixa velocitat de parada i el seu disseny inherentment dur la van fer ideal per al funcionament de les MAC a les sovint intenses temporades de l'Atlàntic. De fet, les seves velocitats d'enlairament i aterratge eren tan baixes que, a diferència de la majoria d'avions basats en el transportista, no va requerir que la companyia portés al vapor. En condicions de vent desfavorable, els Swordfish podien ésser llançats des d'un portador.

## Variants

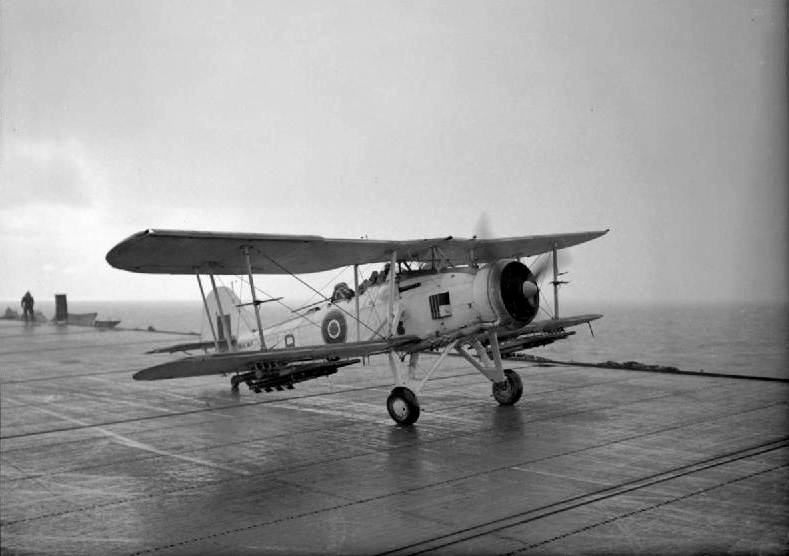
Swordfish a la coberta HMS Tracker l'any 1943.

### Swordfish I
Variant de producció equipada amb tren d'aterratge o flotadors d'amaratge a la fi de poder operar des de catapultes.

### Swordfish II
Variant amb reforços a les ales inferiors i capacitat de llançament de coets.

### Swordfish III
Versió equipada amb un radar de detecció centrimètric.

### Swordfish IV
Produïda per la Força Aèria del Canadà, introduïa una cabina tancada.

## Especificacions (Swordfish I)

Fairey Swordfish I.

## Especificacions (Swordfish I)[3]

### Característiques generals
- Tripulació: Tres, pilot, observador i operador de ràdio.
- Longitud: 10,87 m.
- Envergadura: 13,87 m.
- Altura: 3,76 m.
- Superfície alar: 56,4 m².
- Pes buit: 1.900 kg.
- Pes màxim: 3.450 kg.
- Planta motriu: 1 motor radial Bristol Pegasus IIIM.3 de 510 kW (690 CV).

### Rendiment
- Velocitat màxima: 230 km/h a 1.450 m.
- Rang: 840 km amb càrrega de combat.
- Temps a l'envol: 5,5 hores.
- Sostre: 5.030 m.
- Ascens: 4,42 m/s.

### Armament
- Armes: Dues metralladores Vickers de 7,7 mm, una de tir frontal i l'altra defensiva.
- Coets: 8 coets RP-3.
- Bombes: 1.500 lliures de bombes sota les ales.
- Torpedes: un torpede de 760 kg o una mina marina de 700 kg.